# مارتن كلاين (عالم)
مارتن ج. كلاين ( 1934 م) هو اخصائي أمريكي بعلم الوراثة، وأستاذ في الطب في (جامعة كاليفورنيا) في (لوس أنجلوس). قام بتدريبات ما بعد الدكتوراه في {أمراض الدم والأورام} في جامعة (يوتا). عَمِلَ في جامعة كاليفورنيا في (سان فرانسيسكو)قبل انتقاله إلى جامعة كاليفورنيا في(لوس أنجلوس) و ركزّت أبحاثه في بيولوجيا الخلية و بيولوجيا الجزيئات و علم الوراثة.

## الإنجازات
كان كلاين أول من نجح في نقل عمل الوحدة الوراثية إلى فأر حيّ صانعًا أول كائن مُعدّل وراثيًا، وكذلك اختصت أبحاثه بالتغيرات الوراثية الجزيئية في السرطان وخاصة سرطان الدم.
توّصل كلاين عام 1980 لنقل الحمض النووي المؤتلف إلى خلايا نخاع العظم لمريضين مُصابيْن باضطرابات الدم الوراثية، وكان مُعارضًا في ذلك للمعهد الوطني للمبادئ التوجيهيّة للعلاج الجيني ودون موافقة من مجلس المراجعة المؤسسية في جامعة كاليفورنيا في " لوس أنجلوس "حيث تمّ إجراء أبحاثه.
أدّت المخاوف الأخلاقية التي تولدت حينها لطلب مراجعة مِن قِبَل العديد من المنظمات منها (المجلس الوطني للكنائس) ومجلس المعبد اليهودي الأمريكي والمؤتمر الكاثوليكي للولايات المتحدة ونتيجة لذلك تمّ إجبار كلاين على الاستقالة من منصب رئاسة الوزارة في جامعة لوس أنجلوس كما خَسِرَ إثر ذلك العديد من المِنَح.